# Ancestry.com
Ancestry.com LLC este o companie privată on-line cu sediul în Lehi, Utah. Cea mai mare companie genealogică organizată cu scopul obținerii de profit, ea operează o rețea de site-uri de înregistrări istorice și genealogice și degenealogie genetică.
În noiembrie 2018 compania pretindea că oferă acces la aproximativ 10 miliarde de înregistrări istorice, că are 3 milioane de abonați plătitori și că a vândut 14 milioane de kituri ADN pentru clienți.

## Istoric

### Ancestry.com
În 1990 Paul B. Allen și Dan Taggart, doi absolvenți ai Brigham Young University, au fondat Infobases și au început să ofere publicații ale Bisericii lui Isus Hristos a Sfinților din Zilele din Urmă (LDS) pe dischete. În 1988 Allen lucrase la compania de software Folio Corporation, fondată de fratele său, Curt, și de cumnatul său, Brad Pelo.
Primele produse ale Infobases au fost dischete și CD-uri vândute de pe bancheta din spate a mașinei fondatorilor. În 1994 Infobases a fost inclusă în topul primelor 500 de companii cu cea mai rapidă creștere alcătuir de revista Inc. . Primul lor produs oferit pe CD a fost LDS Collectors Edition, lansat în aprilie 1995 la prețul de vânzare de 299,95 $, care a fost oferit într-o versiune on-line în august 1995. Activitatea Ancestry s-a mutat pe Internet odată cu lansarea site-ului Ancestry.com în 1996.
La 1 ianuarie 1997 compania mamă a Infobases, Western Standard Publishing, a achiziționat Ancestry, Inc., editorul revistei Ancestry și a unor cărți de genealogie. Directorul general al Western Standard Publishing era Joe Cannon, unul dintre principalii proprietari ai uzinei siderurgice Geneva Steel.
Allen și Taggart au organizat compania Ancestry, Inc. independent de Infobases în iulie 1997 și au pus bazele unuia dintre cele mai mari servicii de baze de date genealogice pe bază de abonament.
Site-ul MyFamily.com a fost lansat în decembrie 1998, cu site-uri suplimentare gratuite începând din martie 1999. Site-ul a avut un milion de utilizatori înregistrați în primele 140 de zile. Capitalul companiei a crescut la mai mult de 90 de milioane de euro prin aportul investitorilor și compania și-a schimbat numele pe 17 noiembrie 1999, din Ancestry.com, Inc. în MyFamily.com, Inc. Cele trei site-uri Internet de genealogie au fost numite apoi Ancestry.com, FamilyHistory.com și MyFamily.com. Vânzările au fost de aproximativ 62 milioane $ în anul 2002 și de 99 milioane $ în anul 2003.

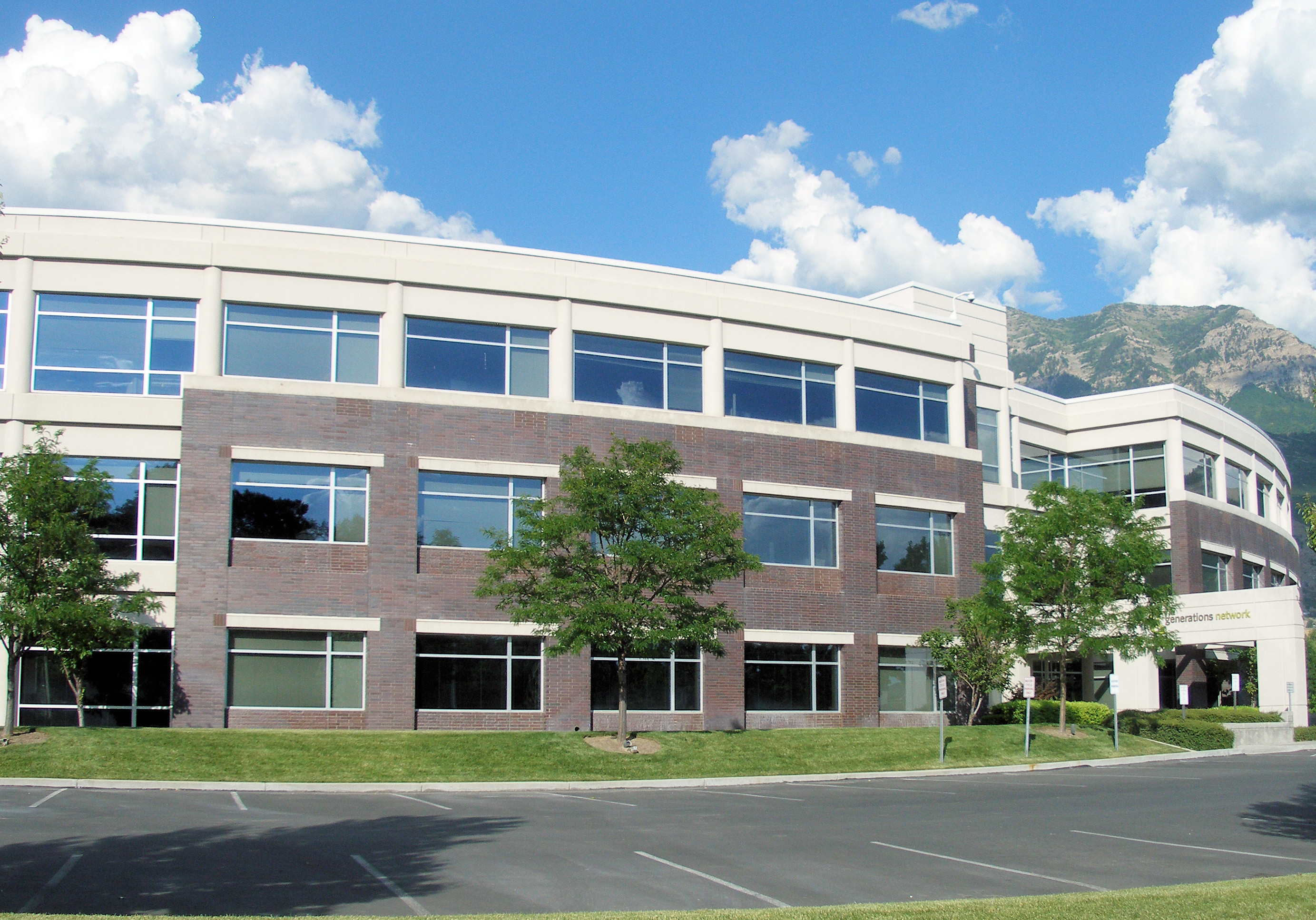
Fostul sediu Ancestry.com din Provo, Utah

În martie 2004, compania, al cărei call center din Orem, Utah, necesita mai multe persoane, a deschis un nou call center, care găzduia aproximativ 700 de agenți la acel moment în Provo. Patrimoniul de Decizie a fost achiziționată de către MyFamily.com în septembrie 2005.
În 2010 Ancestry și-a vândut divizia de editare de cărți către Turner Publishing Company.
Ancestry.com a devenit o companie cotata pe NASDAQ (simbol: ACOM) pe data de 5 noiembrie 2009, cu o ofertă publică inițială de 7,4 milioane de acțiuni la prețul de 13,50 dolari pe acțiune, care au fost subscrise de Morgan Stanley, Bank of America, Merrill Lynch, Jefferies &amp; Company, Piper Jaffray și BMO Capital Markets.
În noiembrie 2018 Ancestry a pretins că are peste 10 miliarde de înregistrări digitizate și peste trei milioane de clienți plătitori.

### FindAGrave
Pe 30 septembrie 2013 Ancestry.com a anunțat achiziționarea site-ului Find a Grave. Editorul site-ului Jim Tipton a spus cu privire la achiziție că Ancestry.com „a conectat și dirijat traficul către site timp de mai mulți ani. Informații cu privire la înmormântări sunt o sursă minunată pentru oamenii care cercetează istoria familiei lor”. Ancestry.com a lansat o aplicație mobilă în martie 2014.

### Newspapers.com
În 2012 Ancestry a transformat activitatea de digitizare a ziarelor într-un serviciu independent Newspapers.com cu site-ul newspaper.com care oferea contracost citirea online a unor numere veche ale ziarelor.
Înainte de lansarea Newspapers.com, Ancestry.com a dobândit următoarele site-uri orientate pe oferirea de acces online contracost la ediții digitizate a ziarelor:
- iArchives, Inc. (și serviciul footnote.com), dobândit în anul 2010[21] pentru 1.022 de milioane de acțiuni Common Stock. Unul dintre procesele desfășurate de companie îl reprezintă digitizarea documentelor pe microfilm.[22][23] Footnote a fost redenumit Fold3 în 2011.[24]
- Archives.com achiziționat pentru 100 de milioane de dolari în 2012.[25] La 23 iunie 2019 site-ul a susținut că oferă acces la ediții digitale a ziarelor din întreaga lume începând din anul  1700, având un portofoliu de peste 12.100 de ziare și mai mult de 509 milioane de pagini.[26]

## Parteneriate
În 2013 Ancestry a încheiat un parteneriat cu organizația FamilySearch. Cele două organizații genealogice au convenit să coopereze în digitizarea informațiilor și să permită membrilor Bisericii lui Isus Hristos a Sfinților din Zilele din Urmă să aibă acces gratuit la site-ul Ancestry. 
În 2015 Ancestry a încheiat un parteneriat cu subsidiara companiei Google, Calico, pentru a se concentra pe cercetarea longevității și pe activitățile terapeutice, într-un efort de a investiga informațiile ereditare care influențează durata de viață.

## Legături externe
- Site web oficial